# Extramurs
Extramurs és el nom que rep el districte número 3 de la ciutat de València. Confronta amb Ciutat Vella pel nord-est, l'Eixample pel sud-est, Campanar pel nord-oest i l'Olivereta, Patraix i Jesús pel sud-oest. El 2010 tenia 50.036 habitants. El barris del Botànic, la Roqueta, la Petxina i Arrancapins formen el districte.

## Ubicació
El districte, amb 197,2 hectàrees, se situa al centre de la ciutat, entre el Passeig de la Petxina pel nord, els carrers Carrer de Guillem de Castro i Xàtiva per l'est, l'Estació del Nord pel sud i les avingudes de César Giorgeta i de Pérez Galdós per l'oest.

## Història
El districte d'Extramurs naix al voltant de la Gran Via de Ferran el Catòlic i s'enquadra dins el projecte d'Eixample de València que s'inicia el 1887 al districte de l'Eixample pròpiament dit i que continuà ja als primers anys del segle XX en aquest districte d'Extramurs. En aquest cas amb un teixit més fragmentat sense l'existència d'una tipologia d'illa que es repetisca, però en els xamfrans de la qual veiem aqueix intent primitiu perquè fóra també una trama semblant a la canònica d'eixample.
El nom d'Extramurs li ve pel fet que se situa a la part externa de la Muralla de València, enderrocada el 1868.

## Urbanisme
La trama quadriculada típica de l'Eixample presenta una certa irregularitat al districte d'extramurs per tal d'adaptar-se al camins i construccions preexistents. La Gran Via (que comprén dues avingudes: la de Ferran el Catòlic i la del Doctor Ramón y Cajal) esdevé l'eix radial del districte amb importants vies perpendiculars com el Carrer de Quart, el Carrer d'Àngel Guimerà o el Carrer de Sant Vicent Màrtir. Aquest darrer forma un important nus a l'encreuament amb la Gran Via: és la Plaça d'Espanya.
L'estació de ferrocarrils o Estació del Nord que se situa a l'est del districte actua de barrera física el que ha fet necessària la construcció d'un túnel (al final de la Gran Via) i un pont (a l'Avinguda Giogeta) per tal d'intercomunicar aquesta zona amb la part est de la ciutat.

### El solar de Jesuïtes
Un dels primers problemes urbanístics que ha viscut el districte d'Extramurs ha estat el viscut a l'anomenta solar dels Jesuïtes. El litigi s'inicia als anys 90 del segle passat quan una important cadena hotelera pretén construir un edifici d'onze plantes d'altura al solar existent al costat de l'antic col·legi dels Jesuïtes, prop de l'històric Jardí Botànic. L'oposició ciutadana organitzada al voltant del col·lectiu Salvem el Botànic paralitzà el projecte durant vora 15 anys amb sentències judicials i una forta mobilització. Finalment l'any 2011, l'Ajuntament de València presidit per l'alcaldessa popular Rita Barberà, que durant anys havia defés el projecte hoteler, signà un acord amb l'empresa per tal que l'hotel es construïra a un altre indret de la ciutat i aquest espai servira per a ampliar el Jardí Botànic.

## Elements destacats
Al districte d'Extramurs trobem diferents edificis o elements urbans que li confereixen al districte diverses funcions:
- Comercial: Antic Mercat d'Abastiments, Mercat de Rojas Clemente
- Cultural i Esportiva: Jardí Botànic, Centre esportiu i cultural La Petxina, Jardí de les Hespèrides, Jardí del Túria
- Educativa: Trobem nombrosos col·legis com el Cervantes, de caràcter públic; el San Pedro Pascual, Jesús y María i el San José de la Montaña, tots tres privats i religiosos. També l'Institut Abastos d'educació secundària i titularitat pública.
- Transports: Estació del Nord i l'Estació Joaquim Sorolla de l'AVE.
- Residencial: Finca Roja

També destaquen alguns monuments com les Torres de Quart o l'Església de Sant Vicent de la Roqueta

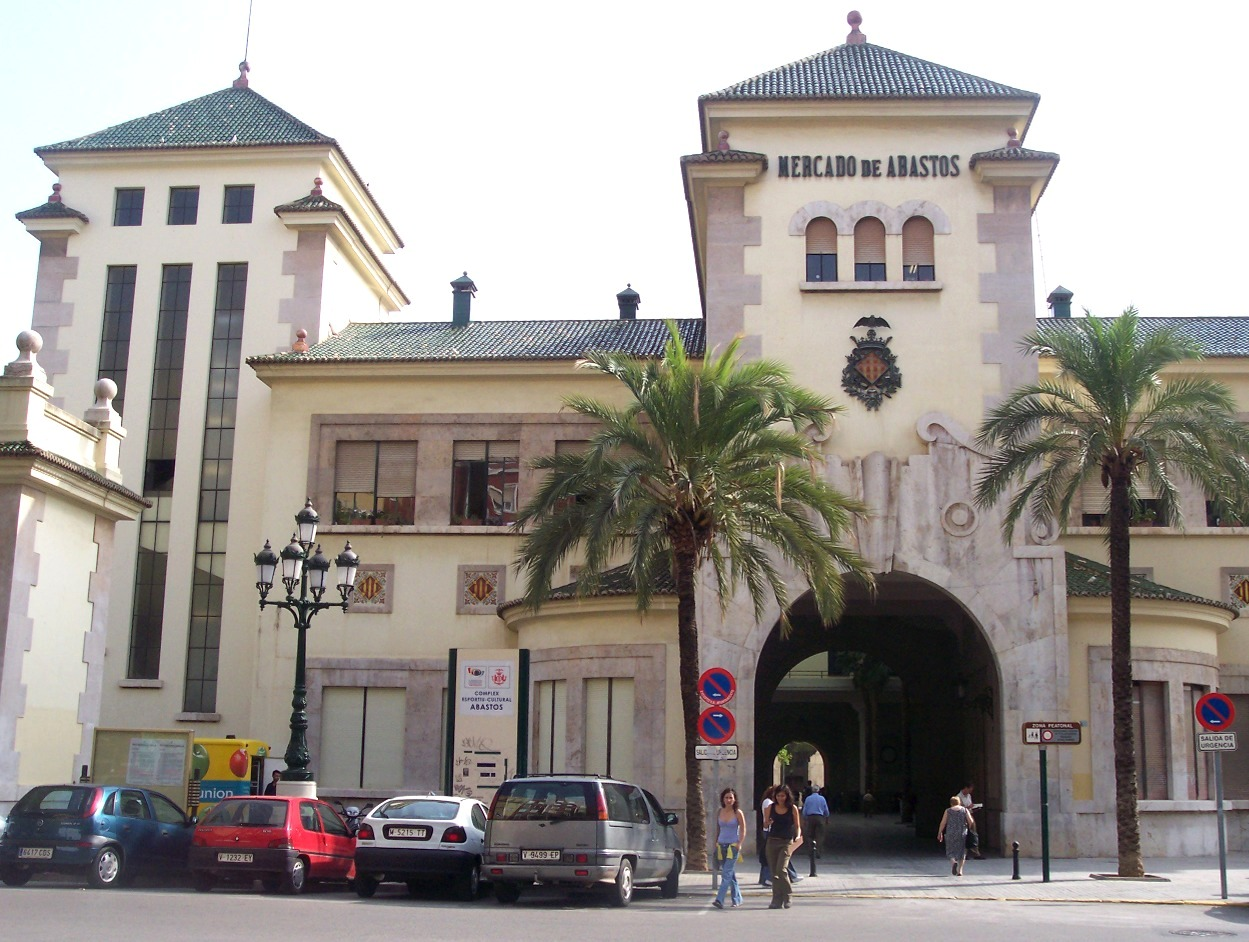
Mercat d'Abastiments (Abastos)
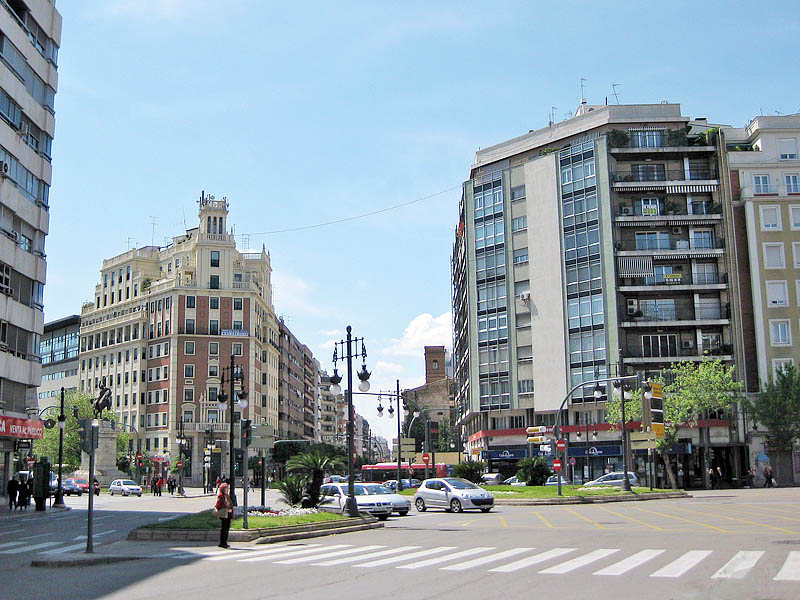
Plaça d'Espanya
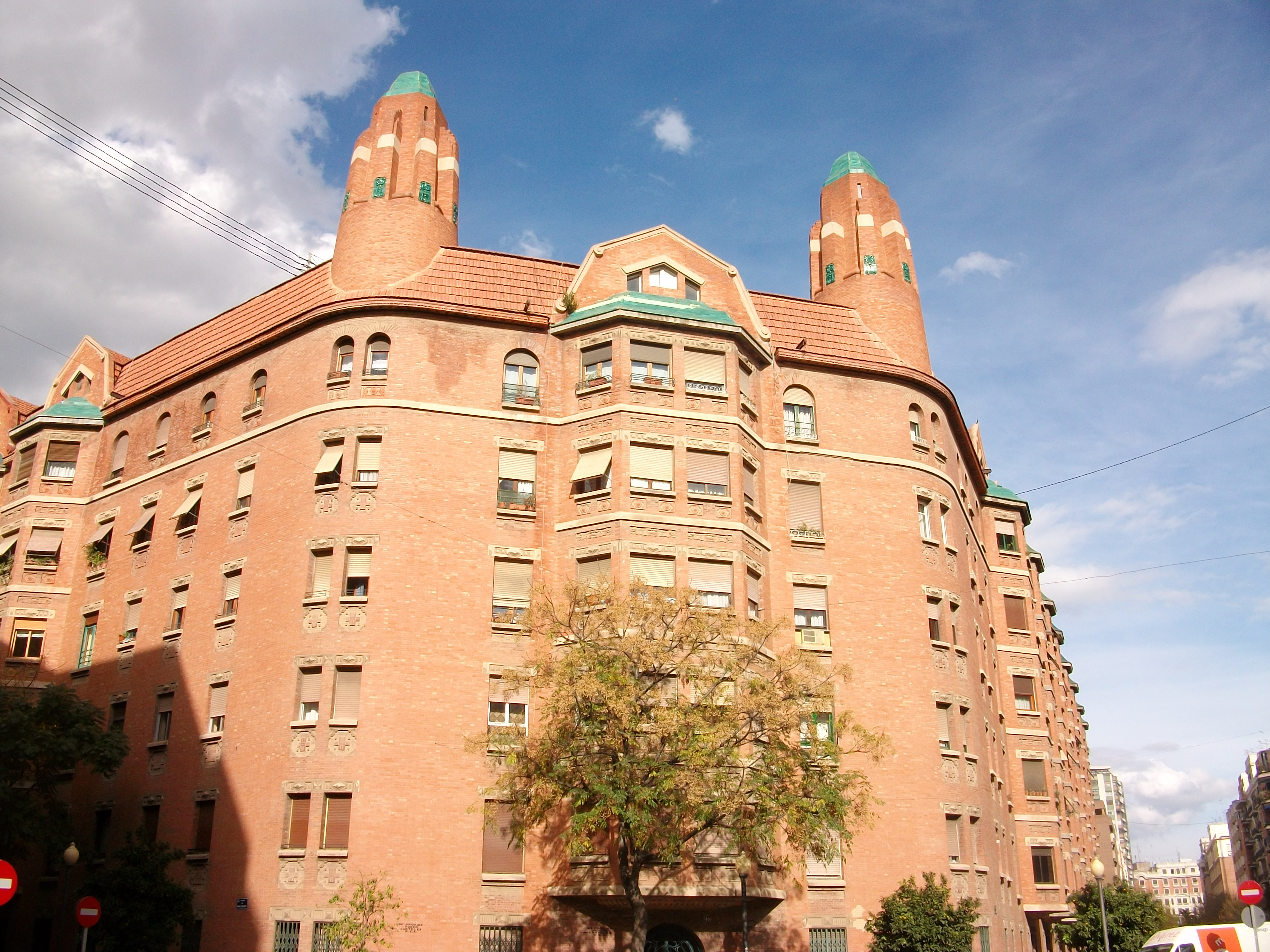
Finca Roja
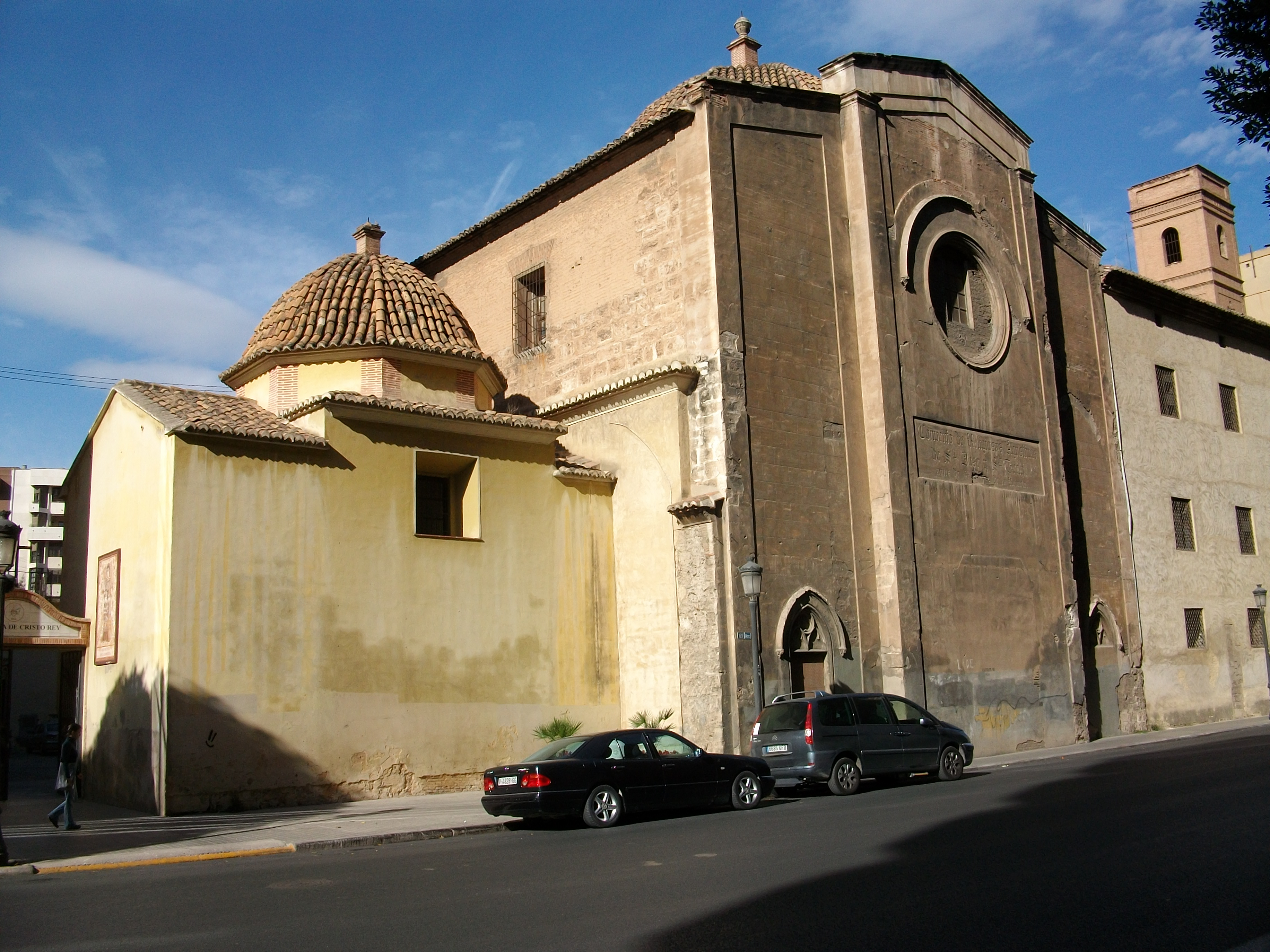
Sant Vicent de la Roqueta
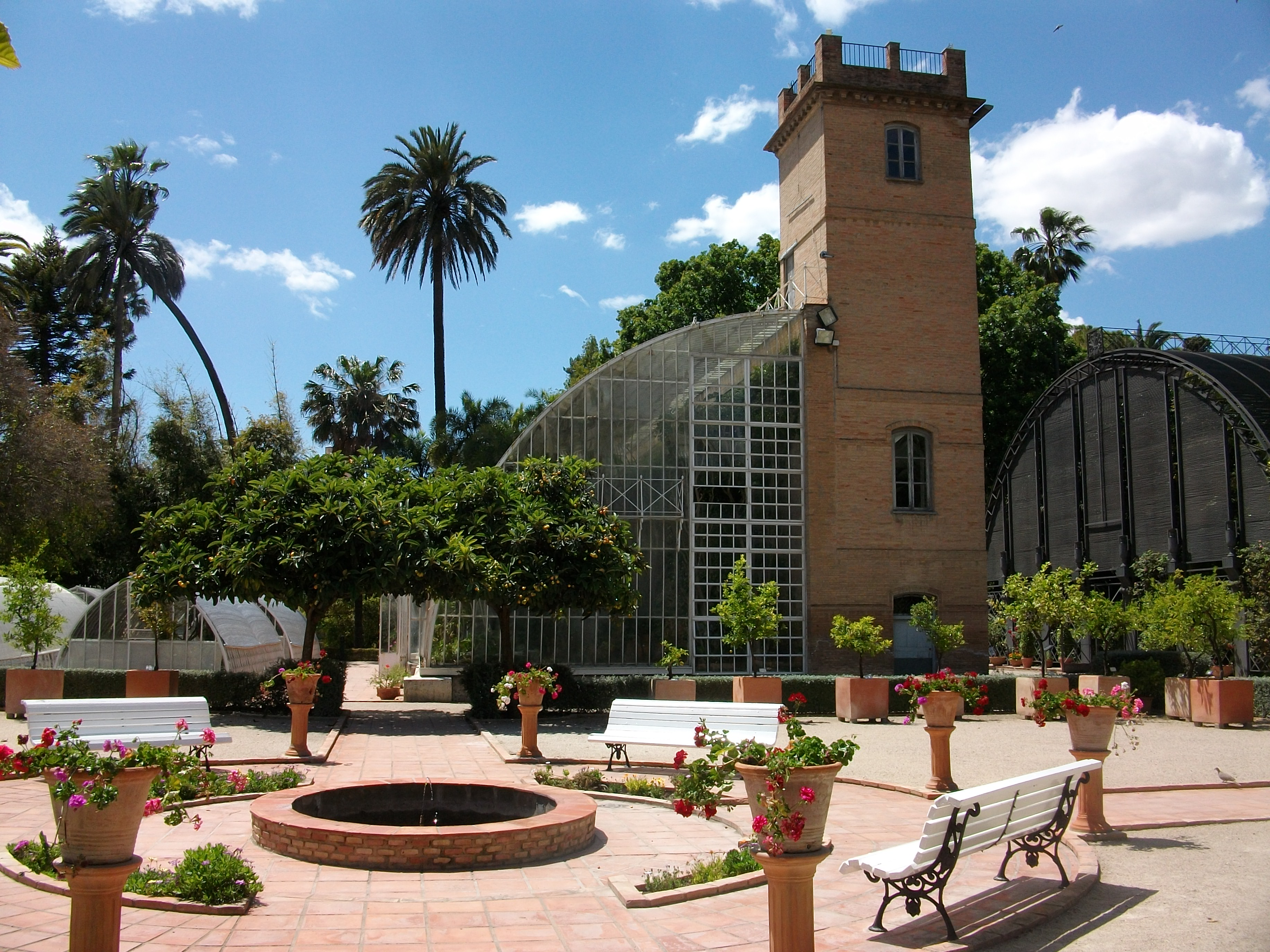
Jardí Botànic

## Població
La població d'Extramurs segons l'INE a 1 de gener de 2010 era de 50.036 habitants. El 1981 amb més de 57.000 habitants, pel que el districte ha perdut prop del 20% de la seua població en els darrers 30 anys.
| 1981   | 1986   | 1991   | 1996   | 2008   | 2009   | 2010   |
| ------ | ------ | ------ | ------ | ------ | ------ | ------ |
| 57.701 | 52.713 | 52.448 | 49.670 | 50.171 | 49.940 | 50.036 |

| Codi | Nom del barri | Població (2010) | Superfície (ha) | Densitat (hab/ha) |
| ---- | ------------- | --------------- | --------------- | ----------------- |
| 01   | El Botànic    | 6.727           | 37,0            | 181,8             |
| 02   | La Roqueta    | 4.564           | 23,1            | 197,9             |
| 03   | La Petxina    | 15.434          | 49,7            | 310,8             |
| 04   | Arrancapins   | 23.311          | 87,4            | 266,6             |
|      | Extramurs     | 50.036          | 197,2           | 253,78            |

## Comunicació

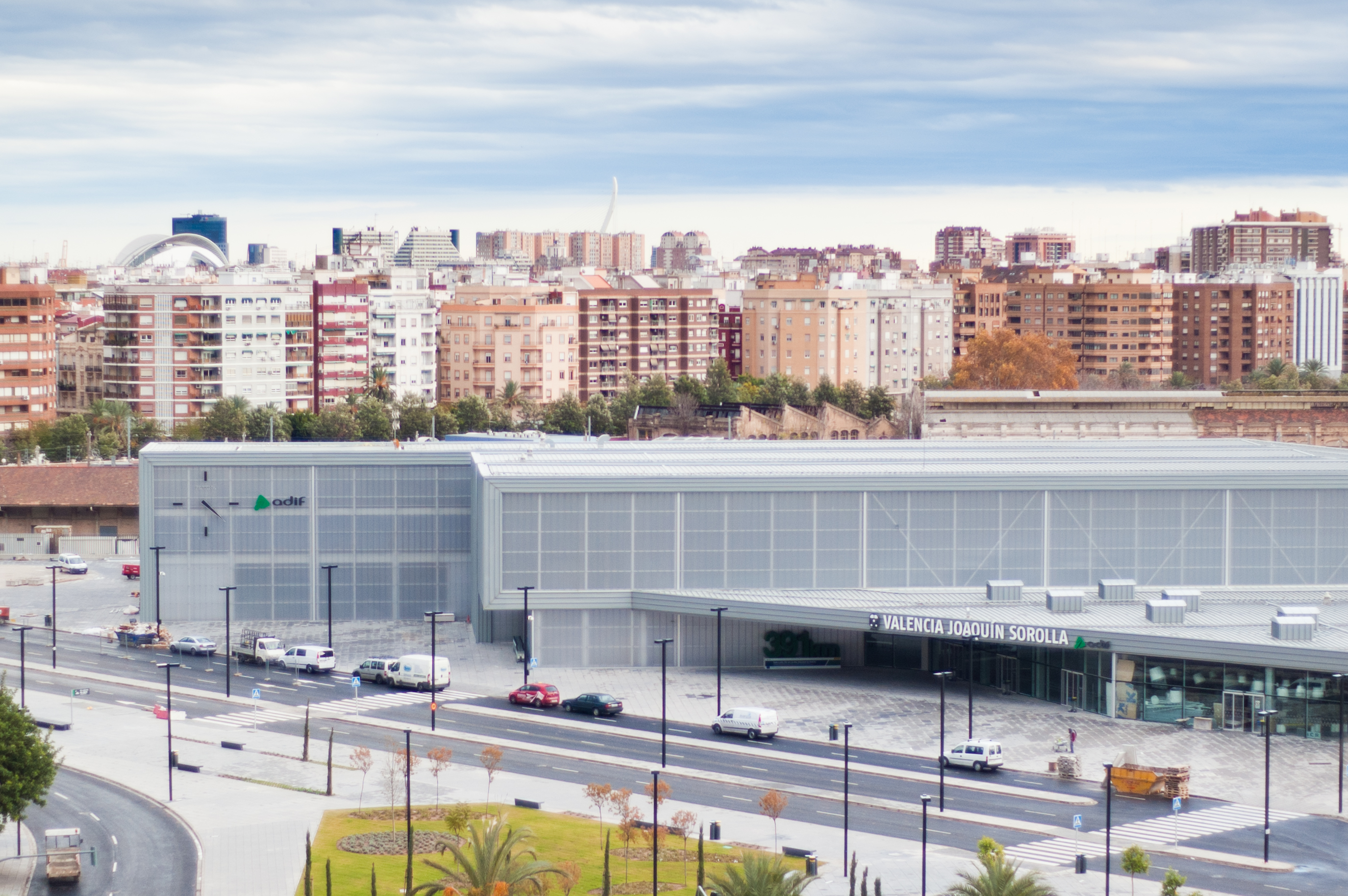
Estació Joaquim Sorolla, punt d'arribada del l'AVE Madrid-València

El districte es troba comunicat amb la resta de la ciutat amb cinc estacions del Metro de València: la d'Àngel Guimerà (línies 1, 3 i 5), la de Plaça Espanya (Línia 1), la de Joaquim Sorolla (Línies 1 i 5), la de Bailén (Línia 5) i la de Túria (Línia 1).
Dues estacions de ferrocarril se situen al districte: l'Estació del Nord on arriben trens de rodalia, regionals i estatals. Els trens d'alta velociatat AVE han estat derivats a l'estació provisional València - Joaquim Sorolla.